# James Douglas (bokser)

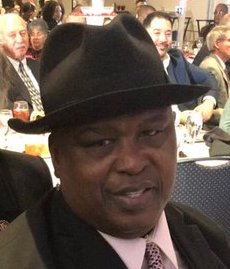
James Douglas in 2020

James "Buster" Douglas (Columbus (Ohio), 7 april 1960) is een voormalig zwaargewicht-bokser uit de Verenigde Staten.
Douglas versloeg in 1990 zijn fameuze landgenoot Mike Tyson in tien rondes op knock-out en werd zo wereldkampioen. Hij verloor deze titels (WBC, WBA, IBF) weer aan Evander Holyfield. In 1999 stopte hij met boksen.